# Гейнсвілл (Джорджія)
Гейнсвілл (англ. Gainesville) — місто (англ. city) в США, адміністративний центр округу Голл штату Джорджія. Населення — 42 296 осіб (2020).

## Географія
Гейнсвілл розташований за координатами 34°17′23″ пн. ш. 83°49′48″ зх. д. / 34.28972° пн. ш. 83.83000° зх. д. (34.289658, -83.829893), у північно-східній частині штату Джорджія, в передгір'ях Блакитного хребта, на березі великого водосховища Ланьер. Водосховище було створене 1956 року внаслідок будівництва греблі на річці Чаттахучі, поблизу міста Бьюфорд. Водосховище Ланьер є популярним місцем відпочинку для жителів північної Джорджії. У районі Гейнсвілла є багато лісів, як листяних, так і хвойних. За даними Бюро перепису населення США в 2010 році місто мало площу 87,73 км², з яких 82,69 км² — суходіл та 5,04 км² — водойми.

### Клімат
За класифікації Кеппена клімат міста характеризується як субтропічний океанічний клімат (Cfa). Достатньо тепло, середні місячні температури змінюються від 5,2 °C — в січні до 25,2 °C — в липні. Середня річна температура становить 15,4 °C. Опади розподілені протягом року достатньо рівномірно, найбільш дощовий місяць — березень (148 мм), а найбільш посушливий — жовтень (87 мм). Річна норма опадів — близько 1356 мм.
| Клімат : Гейнсвілл    | Клімат : Гейнсвілл | Клімат : Гейнсвілл | Клімат : Гейнсвілл | Клімат : Гейнсвілл | Клімат : Гейнсвілл | Клімат : Гейнсвілл | Клімат : Гейнсвілл | Клімат : Гейнсвілл | Клімат : Гейнсвілл | Клімат : Гейнсвілл | Клімат : Гейнсвілл | Клімат : Гейнсвілл | Клімат : Гейнсвілл |
| Показник              | Січ.               | Лют.               | Бер.               | Квіт.              | Трав.              | Черв.              | Лип.               | Серп.              | Вер.               | Жовт.              | Лист.              | Груд.              | Рік                |
| Середній максимум, °C | 10,6               | 13,3               | 17,2               | 22,2               | 26,7               | 30,6               | 32,2               | 32,2               | 27,8               | 22,8               | 15,6               | 11,1               | 21,9               |
| Середній мінімум, °C  | 0,0                | 2,8                | 7,8                | 10,6               | 15,6               | 18,9               | 20,0               | 18,9               | 16,1               | 10,6               | 7,2                | 1,7                | 10,9               |
| --------------------- | ------------------ | ------------------ | ------------------ | ------------------ | ------------------ | ------------------ | ------------------ | ------------------ | ------------------ | ------------------ | ------------------ | ------------------ | ------------------ |
| Джерело: Weatherbase  |                    |                    |                    |                    |                    |                    |                    |                    |                    |                    |                    |                    |                    |

## Демографія

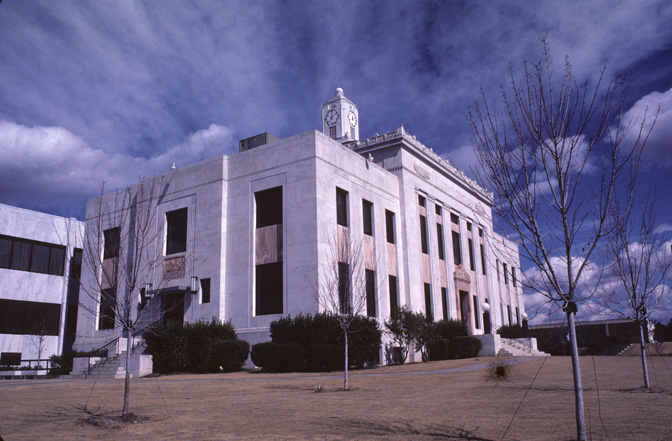

Згідно з переписом 2010 року, у місті мешкали 33 804 особи в 11 273 домогосподарствах у складі 7165 родин. Густота населення становила 385 осіб/км².  Було 12967 помешкань (148/км²).
Расовий склад населення:
| - 54,2 % — білих - 15,2 % — чорних або афроамериканців - 3,2 % — азіатів - 0,6 % — корінних американців - 0,2 % — вихідців з тихоокеанських островів - 23,4 % — осіб інших рас |

До двох чи більше рас належало 3,2 %. Частка іспаномовних становила 41,6 % від усіх жителів.
За віковим діапазоном населення розподілялося таким чином: 30,4 % — особи молодші 18 років, 59,0 % — особи у віці 18—64 років, 10,6 % — особи у віці 65 років та старші. Медіана віку мешканця становила 28,5 року. На 100 осіб жіночої статі у місті припадало 91,6 чоловіків;  на 100 жінок у віці від 18 років та старших — 84,2 чоловіків також старших 18 років.
Середній дохід на одне домашнє господарство  становив 58 345 доларів США (медіана — 40 706), а середній дохід на одну сім'ю — 59 903 долари (медіана — 43 249). Медіана доходів становила 31 435 доларів для чоловіків та 26 791 долар для жінок. За межею бідності перебувало 28,3 % осіб, у тому числі 43,1 % дітей у віці до 18 років та 16,3 % осіб у віці 65 років та старших.
Цивільне працевлаштоване населення становило 16 717 осіб. Основні галузі зайнятості: виробництво — 25,5 %, освіта, охорона здоров'я та соціальна допомога — 16,3 %, роздрібна торгівля — 10,9 %, науковці, спеціалісти, менеджери — 9,2 %.

## Транспорт
Є залізничне сполучення з великими містами країни. Поблизу міста розташований невеликий аеропорт (Lee Gilmer Memorial Airport) з двома злітно-посадковими смугами.

## Відомі уродженці
- Сон Кан — американський актор корейського походження
- Ей Джей Стайлз — американський професійний реслер

## Міста-побратими
- Егер, Угорщина